# Cantone di Cherbourg-Octeville-Nord-Ovest
Il Cantone di Cherbourg-Octeville-Nord-Ovest era una divisione amministrativa dell'arrondissement di Cherbourg-Octeville.
È stato soppresso a seguito della riforma complessiva dei cantoni del 2014, che è entrata in vigore con le elezioni dipartimentali del 2015.
Comprendeva solo parte della città di Cherbourg-Octeville.